# Heizkraftwerk Wolfsburg West
Das Heizkraftwerk Wolfsburg West ist ein in Kraft-Wärme-Kopplung betriebenes Heizkraftwerk in Wolfsburg mit zwei baugleichen Blöcken und einer Feuerungswärmeleistung von insgesamt 750 MW. Jeder Block erzeugt maximal 150 MW Strom (ohne Wärmeauskopplung) oder bei Kraft-Wärme-Kopplung jeweils maximal 130 MW Strom und 120 MW Wärme. Das Kraftwerk versorgt das Volkswagenwerk Wolfsburg mit elektrischer Energie und Wärme; die Stadt Wolfsburg ist ebenfalls an das Fernwärmenetz angeschlossen.

## Geschichte

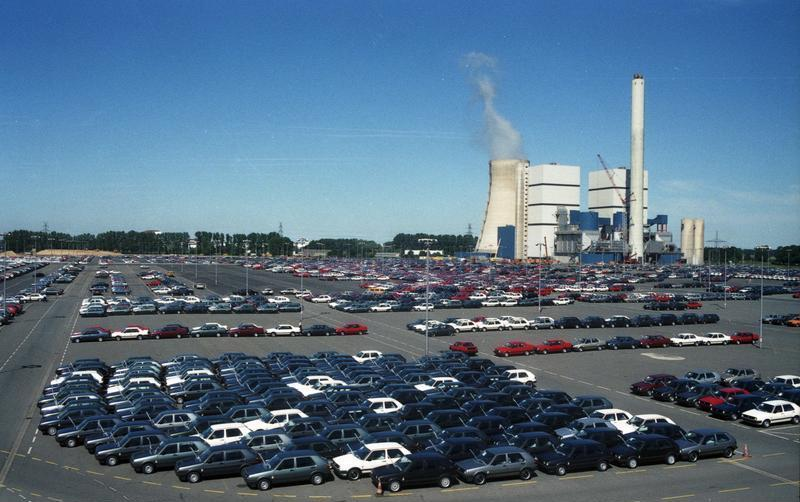
Das Heizkraftwerk im Jahr 1988

Anfang der 1980er Jahre war abzusehen, dass das seit 1939 betriebene Heizkraftwerk Wolfsburg Nord/Süd für den gestiegenen Energiebedarf nicht mehr ausreichen würde. 1983 begann der Bau des Heizkraftwerks Wolfsburg West im Norden des VW-Geländes, 1984 und 1985 wurde es in zwei Schritten in Betrieb genommen. 1988 wurde eine Rauchgasentschwefelungsanlage installiert, Anfang der 1990er Jahre fügte man eine Entstickungsanlage hinzu. Ab 1993 konnten neben Steinkohle, Heizöl und Altöl auch Lackgranulate, seit 2008 Klärschlammgranulate aus kommunalen Abwässern verfeuert werden. Die Staubfilteranlagen (jetzt Schlauchfilter) wurden ebenfalls umgerüstet, um die Emissionen zu verringern.

## Architektur und Nutzung
Das Heizkraftwerk gehört zur VW-Tochtergesellschaft VW Kraftwerk GmbH und besteht aus zwei baugleichen Blöcken. Im Westen steht ein 95 Meter hoher Naturzug-Kühlturm, der aus Beton errichtet wurde, im Osten ein 140 Meter hoher Schornstein, ebenfalls aus Beton. Überwiegend wird Steinkohle verfeuert. Pro Stunde und Block können etwa 45 Tonnen Kohle verbrannt werden. Pro Jahr dürfen 30.000 Tonnen Altöl und 4200 Tonnen Klärschlammgranulat mit verfeuert werden, die eingesetzten Mengen sind aber deutlich niedriger.
Das Kraftwerk dient der Energieversorgung des Wolfsburger Volkswagenwerkes sowie der Fernwärmeversorgung der Stadt Wolfsburg. Nach einem Just-in-time-Konzept wird die Steinkohle regelmäßig aus dem Ruhrgebiet oder als Importkohle aus Seehäfen mit Ganzzügen angeliefert. Jährlich verkehren rund 450 Züge mit je 2000 Tonnen Kohle zu den Heizkraftwerken Wolfsburg Nord und West.

## Planungen
2018 teilte die VW Kraftwerk GmbH mit, dass bis 2021 die zwei Blöcke 10 und 20 gegen zwei Gas-und-Dampf-Kombikraftwerke (GuD-Kraftwerk) ausgetauscht werden sollen. Auch sollen dann keine Abfälle mehr mitverbrannt werden. Die maximale Feuerungswärmeleistung soll von knapp 760 MW auf 676 bzw. 658 MW sinken. Das erforderliche Erdgas stammt aus einer neuen rund 33 Kilometer langen Gastransportleitung mit einem Rohrdurchmesser von DN 400 zwischen der Station Walle und dem Volkswagen-Werksgelände. Betreiber der Gasleitung ist Gasunie.